# Chacha (rượu mạnh)
Chacha là thứ nước uống phổ biến ở Nga và Gruzia. Đây là một loại thức uống có cồn của người Gruzia, mang hương vị đặc trưng của vỏ nho và vỏ quả óc chó. Loại rượu này cũng có thể được sản xuất từ quả nho chưa chín hoặc nho hoang. Các loại trái cây phổ biến khác được sử dụng là quả vả, quýt, cam, hoặc quả dâu tằm. Nồng độ rượu lên tới 70%, tuy nhiên đôi khi loại rượu này có thể có nồng độ lên tới 90%.
Ban đầu ChaCha chỉ là một thức uống chế biến ở nhà bởi những người nông dân Gruzia, ngày nay loại rượu này cũng được sản xuất bởi các công ty chưng cất rượu chuyên nghiệp. Một trong những sản phẩm nổi tiếng nhất chacha là Binekhi Estragon, mà đã trở nên nổi bật khi đoạt giải bạc trong Mindus Vini. Tại Gruzia, người ta xây một đài phun rượu chacha ở Batumi, một thành phố nghỉ dưỡng nổi tiếng ven biển Đen của Gruzia. Đài phun rượu này tọa lạc ở phố Gogebashvili. Mỗi tuần, đài phun này mở 10-15 phút.